# Barra de desplazamiento

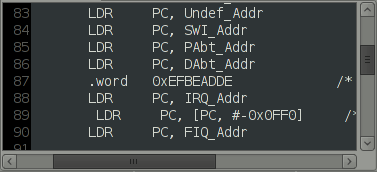
Detalle de scrollbars vertical y horizontal.

La barra de desplazamiento (o scrollbar en inglés) es un objeto de la interfaz gráfica de usuario mediante el cual una página de internet, una imagen, un texto, etc, pueden ser deslizados hacia abajo o arriba. La barra aparece por lo general a la derecha de la pantalla, aunque también se puede configurar para que aparezca a la izquierda.
También hay barras deslizantes horizontales, las cuales suelen aparecer a pie de página, cuando el contenido es demasiado ancho para la pantalla.
Las barras deslizantes están presentes en gran número de aparatos, como ordenadores, calculadoras, teléfonos móviles o aparatos portátiles multimedia.
En un ordenador hay diversas maneras de deslizar la barra, ya sea mediante el mouse (o su equivalente en laptops), apoyando el puntero sobre la barra y deslizándola, haciendo girar el pequeño rodillo que el ratón tiene en su parte superior, o simplemente oprimiendo las 4 teclas con flechas, situadas a la derecha del teclado, según la dirección en la cual se la quiera deslizar (arriba-abajo, derecha-izquierda).
- Datos: Q1807212